# 拉黑河 (金齊希河支流)
50°08′12″N 8°58′25″E / 50.136617°N 8.973684°E

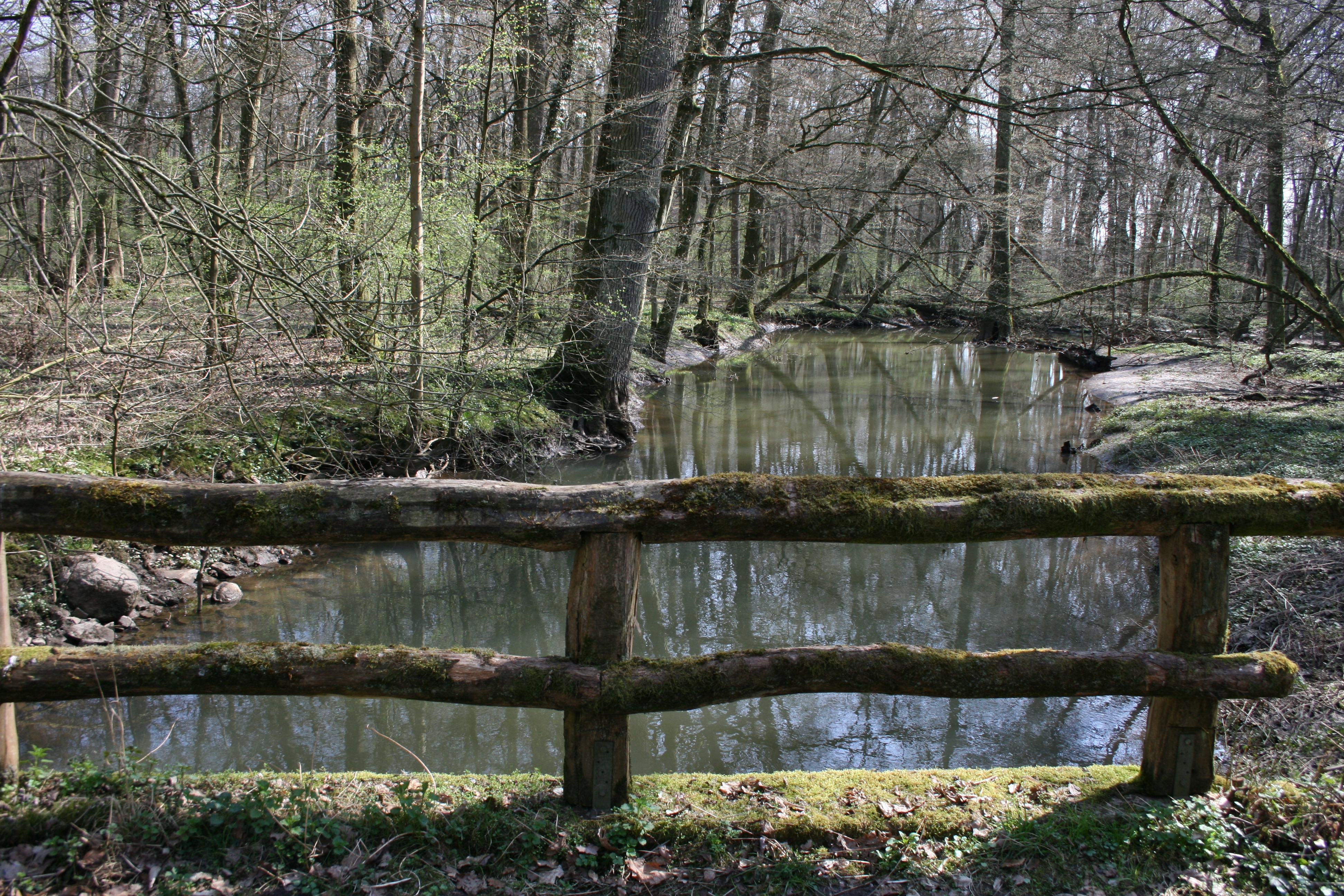

拉黑河（德語：Lache），是德國的河流，位於該國中部，由黑森州負責管轄，屬於金齊希河的左支流，河道全長12公里，流域面積20.1平方公里，河口處在哈瑙以東。